# Mauerkammergrab

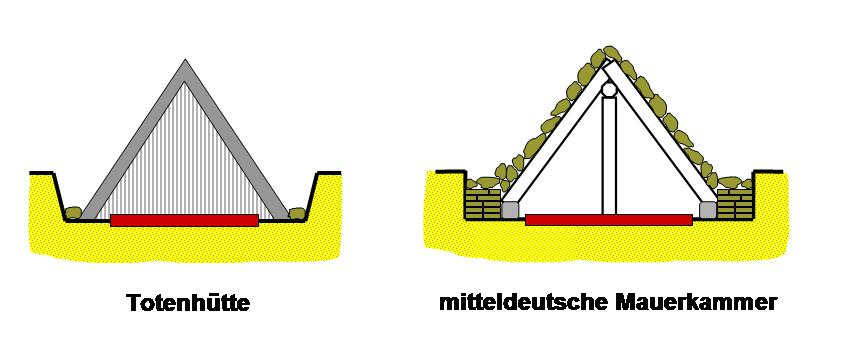
Schematischer Aufbau einer Totenhütte (links) und einer Mauerkammer

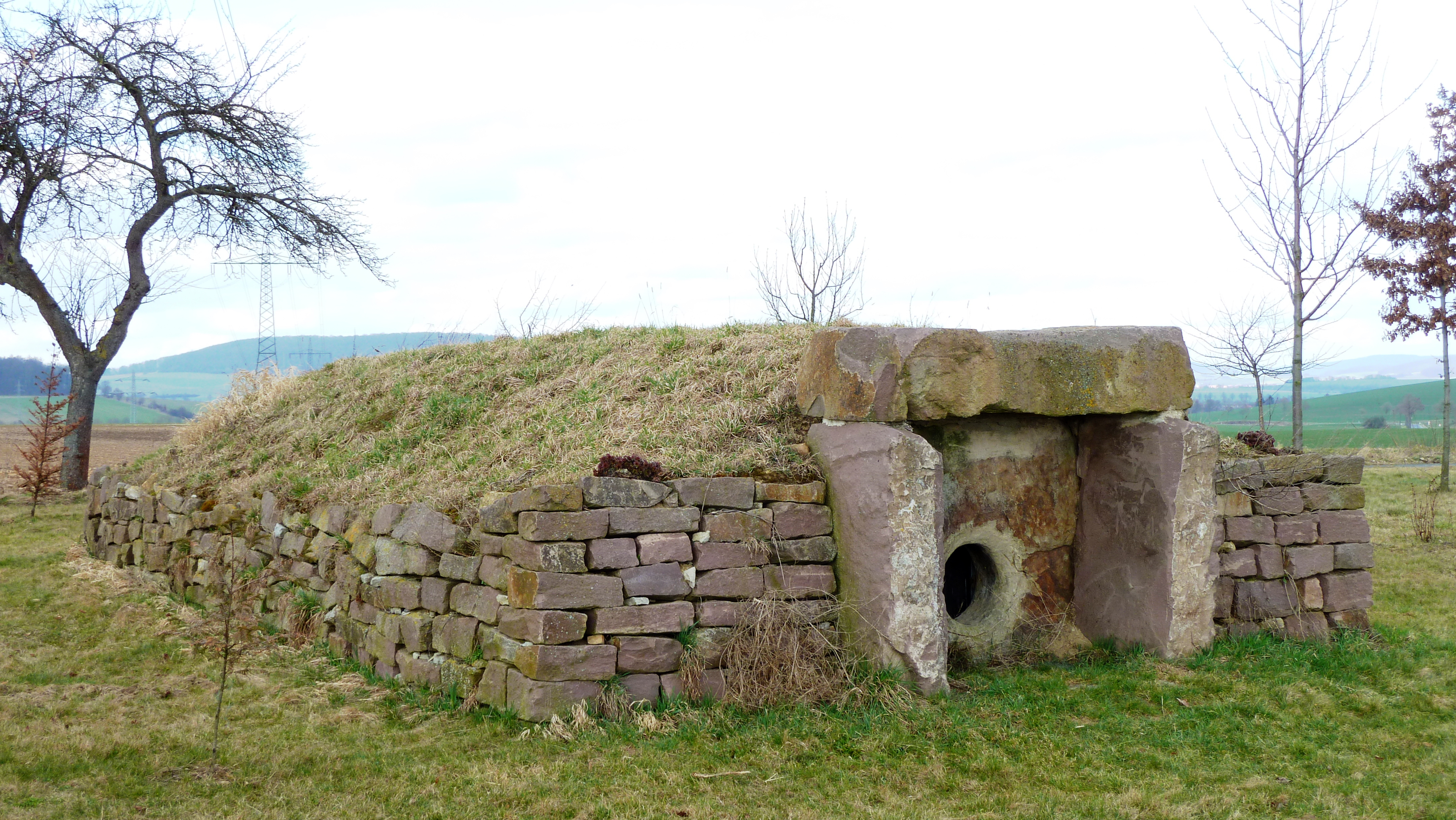
Rekonstruiertes Mauerkammergrab von Großenrode 2

Das Mauerkammergrab (auch Mauerkammer oder mitteldeutsche Mauerkammer genannt) ist nach Hans-Jürgen Beier eine mehr oder minder eingetiefte, selten ebenerdige Form eines hausartigen Bestattungsbaus der Walternienburg-Bernburger Kultur (3200–2800 v. Chr.) mit gegenüber der etwa baugleichen etwas westlicher häufigeren Totenhütte höherem Steinanteil. Die Seitenwände bzw. das Dach sind aus Trockenmauerwerk, Holzbohlen und Mischformen. Einzelne große Blöcke wurden ebenso verwendet. Hans-Jürgen Beier unterscheidet Mauerkammern und Trockenmaueranlagen.

## Verbreitung
Mauerkammern kommen primär in Sachsen-Anhalt und Thüringen vor. Submegalithischer Kammerbau ist von Frankreich bis in die Ukraine verbreitet. Eine Besonderheit bildet die Mauerkammer von Stein in der Provinz Limburg Niederlande. Die Existenz einer weiteren Mauerkammer konnte 1998 in Niedersachsen im Harzvorland mit der Mauerkammer von Remlingen nachgewiesen werden. Die Archäologen bedienten sich modernster Techniken, die die dreidimensionale Dokumentation von Mauern, Steinpflaster, der Reste des verkohlten Sparrendaches sowie der Funde ermöglichten. Das ost-westlich gerichtete „Totenhaus“, das anhand von typischen Gefäßen und verzierten Scherben der Bernburger Kultur zugeordnet werden kann, war gut erhalten. Mit der bis zu 50 cm hohen Grundmauer aus ortsfremden Gesteinen, der Steinpflasterung und den Resten von verkohltem Dachbalken boten sich gute Chancen zur Rekonstruktion.

### Konstruktion
Die Anlagen wurden zumeist aus Spaltbohlen erbaut und besitzen ein steinernes Bodenpflaster, auf dem sich Beigaben und die Skelettreste von Menschen und Tieren fanden. Die meisten Kammern bestehen aus einem von der Grubensohle ausgehenden Satteldach aus Baumstämmen oder Spaltbohlen, das letztlich mit einem Erdhügel bedeckt wurde. Der Zugang befand sich an der Schmalseite, die den Bau rechtwinkelig abschloss.

## Kammer von Krozingen
Die 2011 ausgegrabene Mauerkammer von Bad Krozingen im Landkreis Breisgau-Hochschwarzwald in Baden-Württemberg hat Parallelen im späten Neolithikum Mitteldeutschlands. Die Kammern gelten als eine Imitation megalithischer Architektur, bei der auf eine hier trapezoide (die meisten sind rechteckig) Steinbasis eine Bohlenkonstruktion aufsetzte. Diese Konstruktion wurde mit Erde überhügelt, wofür der Befund an der Ausgrabungsstelle spricht. Die Kammer von Bad Krozingen ist 2,4 m tief. Das Trapez hat gerade Seiten von 3,4 auf 2,6 m Länge. Vorgezogenen Anten verlängern die Seitenwände auf 4,5 m und markieren den Zugang. Die Trapezform erinnert sehr an Holzbauten wie sie in Lepenski Vir an der Donau gefunden wurden. Mit der Entdeckung im Oberrheingraben schließt sich eine Verbreitungslücke zwischen den analogen französischen Befunden und der Pseudomegalithik im Neckargebiet. Die Untersuchung erbrachte keine Funde. Die nächstgelegene echte Megalithik (Dolmen vom Typ Schwörstadt) findet sich im Südschwarzwald und in der Schweiz.